# Rybaki (Komorowo Żuławskie)
Rybaki – nieoficjalny przysiółek wsi Komorowo Żuławskie w Polsce położonego w województwie warmińsko-mazurskim, w powiecie elbląskim, w gminie Elbląg.
W latach 1975–1998 miejscowość administracyjnie należała do województwa elbląskiego.
Inne miejscowości o nazwie Rybaki.